# John Ferris
John Edward Ferris, född 24 juli 1949 i Sacramento i Kalifornien, död 13 september 2020, var en amerikansk simmare.
Ferris blev olympisk bronsmedaljör på 200 meter fjäril vid sommarspelen 1968 i Mexico City.